# Lista de municípios da Região Norte do Brasil por IDEB
Lista dos Municípios da Região Norte do Brasil - que compreende os Estados do Acre, Amapá, Amazonas, Pará, Rondônia, Roraima e Tocantins - por Índice de Desenvolvimento da Educação Básica - IDEB do ano de 2013.

## Rede Pública de Ensino
- Compreende todas as Escolas Municipais, Estaduais e Federais.

### Anos Iniciais
- Representa os alunos do 4º e 5º ano do Ensino Fundamental.

| Pos. | Município                | Estado    | IDEB |
| ---- | ------------------------ | --------- | ---- |
| 1    | Nova Brasilândia d'Oeste | Rondônia  | 6,6  |
| 2    | Cerejeiras               | Rondônia  | 6,2  |
|      | Colorado do Oeste        | Rondônia  | 6,2  |
|      | Combinado                | Tocantins | 6,2  |
| 5    | Palmeirópolis            | Tocantins | 5,9  |
|      | Pimenta Bueno            | Rondônia  | 5,9  |
|      | Presidente Médici        | Rondônia  | 5,9  |
| 8    | Cacoal                   | Rondônia  | 5,8  |
|      | Espigão do Oeste         | Rondônia  | 5,8  |
|      | Ministro Andreazza       | Rondônia  | 5,8  |
| 11   | Alvorada                 | Tocantins | 5,7  |
|      | Araguaçu                 | Tocantins | 5,7  |
|      | Ji-Paraná                | Rondônia  | 5,7  |
|      | Novo Alegre              | Tocantins | 5,7  |
|      | Santa Luzia d'Oeste      | Rondônia  | 5,7  |
|      | São Valério              | Tocantins | 5,7  |
|      | Teixeirópolis            | Rondônia  | 5,7  |
|      | Urupá                    | Rondônia  | 5,7  |
|      | Vilhena                  | Rondônia  | 5,7  |
| 20   | Abreulândia              | Tocantins | 5,6  |
|      | Aliança do Tocantins     | Tocantins | 5,6  |
|      | Aparecida do Rio Negro   | Tocantins | 5,6  |
|      | Apuí                     | Amazonas  | 5,6  |
|      | Brasiléia                | Acre      | 5,6  |
|      | Buritis                  | Rondônia  | 5,6  |
|      | Cabixi                   | Rondônia  | 5,6  |
|      | Fortaleza do Tabocão     | Tocantins | 5,6  |
|      | Palmas                   | Tocantins | 5,6  |
|      | Pimenteiras do Oeste     | Rondônia  | 5,6  |

### Anos Finais
- Representa os alunos do 8º e 9º ano do Ensino Fundamental.

| Pos. | Município                          | Estado    | IDEB |
| ---- | ---------------------------------- | --------- | ---- |
| 1    | Brasiléia                          | Acre      | 5,3  |
| 2    | Nova Brasilândia d'Oeste           | Rondônia  | 5,1  |
| 3    | Carauari                           | Amazonas  | 5,0  |
| 4    | Aliança do Tocantins               | Tocantins | 4,9  |
|      | Envira                             | Amazonas  | 4,9  |
|      | Espigão do Oeste                   | Rondônia  | 4,9  |
| 7    | Araguaçu                           | Tocantins | 4,8  |
|      | Ministro Andreazza                 | Rondônia  | 4,8  |
|      | Novo Airão                         | Amazonas  | 4,8  |
| 10   | Bernardo Sayão                     | Tocantins | 4,7  |
|      | Epitaciolândia                     | Acre      | 4,7  |
|      | Senador Guiomard                   | Acre      | 4,7  |
|      | Tapauá                             | Amazonas  | 4,7  |
| 14   | Alvorada                           | Tocantins | 4,6  |
|      | Novo Aripuanã                      | Amazonas  | 4,6  |
|      | Presidente Médici                  | Rondônia  | 4,6  |
|      | Santa Luzia d'Oeste                | Rondônia  | 4,6  |
| 19   | Bom Jesus do Tocantins (Tocantins) | Tocantins | 4,5  |
|      | Cacoal                             | Rondônia  | 4,5  |
|      | Mirante da Serra                   | Rondônia  | 4,5  |
|      | Rio Branco                         | Acre      | 4,5  |

## Rede Estadual de Ensino
- Compreende somente as escolas Estaduais de cada cidade.

### Anos Iniciais
- Representa os alunos do 4º e 5º ano do Ensino Fundamental.

| Pos. | Município                | Estado    | IDEB |
| ---- | ------------------------ | --------- | ---- |
| 1    | Beruri                   | Amazonas  | 7,6  |
| 2    | Nova Brasilândia d'Oeste | Rondônia  | 7,1  |
| 3    | Cerejeiras               | Rondônia  | 6,6  |
| 4    | Carauari                 | Amazonas  | 6,5  |
|      | Novo Airão               | Amazonas  | 6,5  |
|      | Teixeirópolis            | Rondônia  | 6,5  |
| 7    | Vale do Paraíso          | Rondônia  | 6,4  |
| 8    | Brasiléia                | Acre      | 6,3  |
|      | Buritis                  | Rondônia  | 6,3  |
|      | Urupá                    | Rondônia  | 6,3  |
|      | Vilhena                  | Rondônia  | 6,3  |
| 12   | Combinado                | Tocantins | 6,2  |
|      | Gurupi                   | Tocantins | 6,2  |
|      | Presidente Médici        | Rondônia  | 6,2  |
| 15   | Parintins                | Amazonas  | 6,1  |
|      | Colorado do Oeste        | Rondônia  | 6,1  |
|      | Palmeirópolis            | Tocantins | 6,1  |
|      | São Valério              | Tocantins | 6,1  |
| 19   | Eirunepé                 | Amazonas  | 6,0  |
|      | Espigão do Oeste         | Rondônia  | 6,0  |
|      | Ouro Preto do Oeste      | Rondônia  | 6,0  |
|      | Vale do Anari            | Rondônia  | 6,0  |

### Anos Finais
- Representa os alunos do 8º e 9º ano do Ensino Fundamental.

| Pos. | Município                | Estado    | IDEB |
| ---- | ------------------------ | --------- | ---- |
| 1    | Novo Airão               | Amazonas  | 5,9  |
| 2    | Nova Brasilândia d'Oeste | Rondônia  | 5,8  |
| 3    | Envira                   | Amazonas  | 5,4  |
| 4    | Brasiléia                | Acre      | 5,3  |
| 5    | Alto Alegre dos Parecis  | Rondônia  | 5,2  |
| 6    | Ministro Andreazza       | Rondônia  | 5,1  |
| 7    | Bernardo Sayão           | Tocantins | 5,0  |
|      | Carauari                 | Amazonas  | 5,0  |
|      | Espigão do Oeste         | Rondônia  | 5,0  |
|      | Vale do Paraíso          | Rondônia  | 5,0  |
| 11   | Senador Guiomard         | Acre      | 4,9  |
|      | Beruri                   | Amazonas  | 4,9  |
| 13   | Tapauá                   | Amazonas  | 4,8  |
|      | Urupá                    | Rondônia  | 4,8  |
|      | Aliança do Tocantins     | Tocantins | 4,8  |
| 16   | Epitaciolândia           | Acre      | 4,7  |
|      | Presidente Figueiredo    | Amazonas  | 4,7  |
|      | Corumbiara               | Rondônia  | 4,7  |
|      | Santa Luzia d'Oeste      | Rondônia  | 4,7  |
|      | Teixeirópolis            | Rondônia  | 4,7  |
|      | Cariri do Tocantins      | Tocantins | 4,7  |

## Rede Municipal de Ensino
- Compreende somente as Escolas Municipais de cada cidade.

### Anos Iniciais
- Representa os alunos do 4º e 5º ano do Ensino Fundamental.

| Pos. | Município                | Estado    | IDEB |
| ---- | ------------------------ | --------- | ---- |
| 1    | Ji-Paraná                | Rondônia  | 6,3  |
|      | Figueirópolis            | Tocantins | 6,3  |
| 3    | Pimenta Bueno            | Rondônia  | 6,1  |
| 4    | Aliança do Tocantins     | Tocantins | 5,9  |
| 5    | Araguaçu                 | Tocantins | 5,8  |
|      | Cacoal                   | Rondônia  | 5,8  |
|      | Ministro Andreazza       | Rondônia  | 5,8  |
|      | Palmas                   | Tocantins | 5,8  |
| 9    | Alvorada                 | Tocantins | 5,7  |
|      | Nova Brasilândia d'Oeste | Rondônia  | 5,7  |
|      | Pequizeiro               | Tocantins | 5,7  |
| 12   | Aparecida do Rio Negro   | Tocantins | 5,6  |
|      | Cabixi                   | Rondônia  | 5,6  |
|      | Cerejeiras               | Rondônia  | 5,6  |
|      | Fortaleza do Tabocão     | Tocantins | 5,6  |
|      | Palmeirópolis            | Tocantins | 5,6  |
|      | Pimenteiras do Oeste     | Rondônia  | 5,6  |
| 18   | Rio Branco               | Acre      | 5,5  |
|      | Ulianópolis              | Pará      | 5,5  |
|      | Guaraí                   | Tocantins | 5,5  |
|      | Nova União               | Rondônia  | 5,5  |
|      | Primavera de Rondônia    | Rondônia  | 5,5  |
|      | Urupá                    | Rondônia  | 5,5  |

### Anos Finais
- Representa os alunos do 8º e 9º ano do Ensino Fundamental.

| Pos. | Município                | Estado    | IDEB |
| ---- | ------------------------ | --------- | ---- |
| 1    | Aliança do Tocantins     | Tocantins | 5,0  |
|      | Araguaçu                 | Tocantins | 5,0  |
| 3    | Alvorada                 | Tocantins | 4,9  |
|      | Espigão do Oeste         | Rondônia  | 4,9  |
|      | Palmas                   | Tocantins | 4,9  |
|      | Tapauá                   | Amazonas  | 4,9  |
| 7    | Boca do Acre             | Amazonas  | 4,7  |
|      | Formoso do Araguaia      | Tocantins | 4,7  |
| 9    | Ministro Andreazza       | Rondônia  | 4,6  |
| 10   | Nova Brasilândia d'Oeste | Rondônia  | 4,5  |
|      | Senador Guiomard         | Acre      | 4,5  |
|      | Vilhena                  | Rondônia  | 4,5  |
| 13   | Chapada de Areia         | Tocantins | 4,4  |
|      | Tarauacá                 | Acre      | 4,4  |
| 15   | Fortaleza do Tabocão     | Tocantins | 4,3  |
|      | Monte Negro              | Rondônia  | 4,3  |
|      | Presidente Médici        | Rondônia  | 4,3  |
|      | São Felipe d'Oeste       | Rondônia  | 4,3  |
|      | Urupá                    | Rondônia  | 4,3  |
|      | Rondon do Pará           | Pará      | 4,3  |